# Maria Josefa da Saxónia (1867–1944)
Maria Josefa da Saxônia (em alemão: Maria Josepha Luise Philippine Elisabeth Pia Angelika Margarete Prinzessin von Sachsen; Dresden, 31 de maio de 1867 – Erlangen, 28 de maio de 1944), foi uma Princesa da Saxônia, quarta filha do rei Jorge I da Saxônia, e de sua esposa, a infanta Maria Ana de Portugal. Arquiduquesa da Áustria por seu casamento com o arquiduque Oto Francisco da Áustria, foi a mãe do último imperador da Áustria, Carlos I.

## Família
Maria Josefa era a quinta filha do rei Jorge da Saxónia e da princesa Maria Ana de Portugal. Os seus avós paternos eram o rei João da Saxónia e a princesa Amélia Augusta da Baviera. Os seus avós maternos eram os reis Fernando II e Maria II de Portugal.

## Casamento

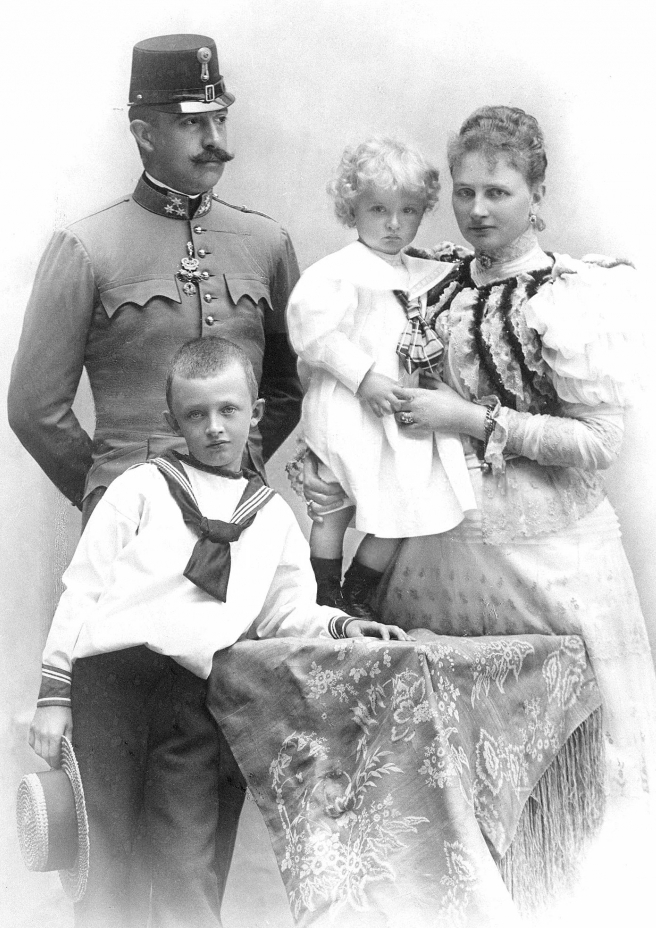
Maria Josefa com o marido e os filhos

No dia 2 de outubro de 1886, quando tinha dezanove anos de idade, Maria Josefa casou-se com o arquiduque Oto Francisco da Áustria, “der Schöne” (o bonito), irmão mais novo do arquiduque Francisco Fernando que seria mais tarde assassinado em Sarajevo.
Maria era uma mulher extremamente devota e apenas a força da sua fé religiosa a ajudou a suportar o casamento com o “lindo arquiduque” que a traía frequentemente. As suas ausências frequentes da família ajudaram-na a cumprir o seu objectivo de manter os seus filhos afastados da sua má influência. Contudo, Maria viu-se mais tarde envolvida numa relação com o actor Otto Tressler que lhe tinha sido apresentado pelo imperador Francisco José que tinha pena dela por causa do adultério do marido. Maria convidava Tressler frequentemente a sua casa e ele chegava mesmo a cruzar-se com o marido dela e os seus amigos na porta de entrada. Quando o seu marido morreu, a sua capacidade de evitar mostrar a sua dor em público foi muito admirada. Quando viúva, acabou a sua relação com Tressler, provavelmente por considerar que tal comportamento não era digno de uma viúva.

## Últimos anos
Durante a Primeira Guerra Mundial, cuidou dos feridos no Palácio de Augarten em Viena, que tinha sido transformado num hospital.
Em 1919, deixou a Áustria na companhia do filho, da nora e dos netos e foi para o exílio com eles. Primeiro viveu na Suíça e depois, a partir de 1921, na Alemanha.
Morreu no Schloss Wildenwart, na Baviera, uma propriedade que pertencia a alguns membros da família real da Baviera. Está sepultada na Cripta Imperial de Viena ao lado do marido.

## Descendência
- Carlos I da Áustria (17 de agosto de 1887 – 1 de abril de 1922), último imperador da Áustria, casado com a princesa Zita de Bourbon-Parma; com descendência.
- Maximiliano Eugénio da Áustria (13 de abril de 1895 – 19 de janeiro de 1952), casado primeiro com a princesa Francisca de Hohenlohe-Waldenburg-Schillingsfürst; com descendência; casado depois com a condessa Ludmilla von Galen; com descendência.

## Títulos e estilos
- 31 de maio de 1867 – 2 de outubro de 1886: Sua Alteza Real, a Princesa Maria Josefa da Saxônia, Duquesa da Saxônia
- 2 de outubro de 1886 – 28 de maio de 1944: Sua Alteza Imperial e Real, a Arquiduquesa Maria Josefa da Áustria, Princesa da Hungria, Boêmia e Toscana, Princesa e Duquesa da Saxônia